# Conrath
Conrath és una població dels Estats Units a l'estat de Wisconsin. Segons el cens del 2000 tenia 98 habitants.

## Demografia
Segons el cens del 2000, Conrath tenia 98 habitants, 36 habitatges, i 24 famílies. La densitat de població era de 75,7 habitants per km².
Dels 36 habitatges en un 38,9% hi vivien nens de menys de 18 anys, en un 55,6% hi vivien parelles casades, en un 0% dones solteres, i en un 33,3% no eren unitats familiars. En el 33,3% dels habitatges hi vivien persones soles el 16,7% de les quals corresponia a persones de 65 anys o més que vivien soles. El nombre mitjà de persones vivint en cada habitatge era de 2,72 i el nombre mitjà de persones que vivien en cada família era de 3,42.
Per edats la població es repartia de la següent manera: un 34,7% tenia menys de 18 anys, un 7,1% entre 18 i 24, un 26,5% entre 25 i 44, un 16,3% de 45 a 60 i un 15,3% 65 anys o més.
L'edat mediana era de 34 anys. Per cada 100 dones de 18 o més anys hi havia 113,3 homes.
La renda mediana per habitatge era de 30.417 $ i la renda mediana per família de 31.250 $. Els homes tenien una renda mediana de 31.250 $ mentre que les dones 22.188 $. La renda per capita de la població era de 16.838 $. Aproximadament el 25% de les famílies i el 29,3% de la població estaven per davall del llindar de pobresa.

## Poblacions més properes
El següent diagrama mostra les poblacions més properes.